# Печиво до міцного чаю
Печиво до міцного чаю, Печиво до чаю (англ. Rich tea bisquit) — різновид солодкого печива; інгредієнти зазвичай включають пшеничне борошно, цукор, рослинну олію та солодовий екстракт. Спочатку воно називалося просто чайним печивом (англ. Tea Biscuits) і було розроблено в XVII столітті в Йоркширі, Англія, для вищих класів як легку закуску між повними стравами. Печиво, одне з найбільш продаваних на Британських островах, також популярне на Мальті та Кіпрі. Звичайний смак і консистенція  чайного печива робить його особливо придатним для змочування у чаю та каві.
В англомовних країнах для визначення сухого печива вживається слово бісквіт (bisquit).
McVitie's використовує торгову марку «Rich Tea» з 1891 року і залишається найвідомішим виробником у Великобританії. З 2000 року більшість великих супермаркетів продають версію печива власної торгової марки.
Вони також продаються у формі пальців і, як Rich Tea Creams, довга тонка прямокутна версія з ванільним кремом, затиснутим між двома печивами (виробництва Fox's ). Печиво Morning Coffee прямокутне, а не кругле, але схоже на чайне печиво.
У 2011 році принц Вільям вибрав для свого весілля торт для нареченого, виготовлений із 1700 чайного печива McVitie's і 17кг шоколаду.